# Nottingham Forest Football Club 2023-2024
Questa voce raccoglie le informazioni riguardanti il Nottingham Forest Football Club nelle competizioni ufficiali della stagione 2023-2024.

## Stagione
La stagione 2023-2024 è stata la 158ª stagione del club e la seconda stagione consecutiva in Premier League. Oltre a disputare il massimo campionato inglese, il Forest ha partecipato anche alle due coppe inglesi: la FA Cup e la League Cup.
Il 3 luglio viene ufficializzato il ritorno di Andy Reid come vice allenatore.
Il Nottingham Forest fa il suo debutto nella Premier League 2023-2024 sul campo dell'Arsenal, perdendo 2-1.
Il 29 agosto viene annunciato un cambio all'interno della dirigenza: dopo sei stagioni Nicholas Randall lascia il ruolo di presidente, venendo sostituito da Tom Cartledge.
In League Cup, denominata Carabao Cup per motivi di sponsorizzazione, i Reds vengono eliminati subito al secondo turno, perdendo per 1-0 in casa contro il Burnley.
Il 19 dicembre 2023, in seguito alla sconfitta casalinga per 2-0 contro il Tottenham ed i risultati negativi che hanno portato la squadra al 17º posto appena sopra la zona retrocessione, la società esonera Steve Cooper; il giorno seguente viene ingaggiato come nuovo allenatore il portoghese Nuno Espírito Santo.
Per quanto riguarda la FA Cup, dopo aver superato Blackpool e Bristol City disputando i replay match, i Reds vengono eliminati al quinto turno, perdendo 1-0 in casa contro il Manchester Utd.
Il 15 gennaio 2024, la Premier League ha accusato il Nottingham Forest di aver violato le regole sul profitto e sulla sostenibilità della lega. Il 18 marzo, il Forest è stato dichiarato colpevole e gli sono stati assegnati quattro punti di penalizzazione, con il club che ha presentato ricorso contro la decisione il 25 marzo seguente. Il 7 maggio è stato annunciato che il ricorso in appello del Forest è stato rigettato, rendendo definitiva la penalizzazione di quattro punti.
Il 19 maggio 2024, con la vittoria esterna per 2-1 sul Burnley, conquista la salvezza all'ultima giornata, chiudendo il campionato con 32 punti al diciassettesimo posto.

## Divise e sponsor
Lo sponsor tecnico, per la stagione 2023-2024, è Adidas. Lo Sleeve Sponsor è Ideagen, gruppo software inglese. A partire dal 30 agosto 2023, viene annunciato come nuovo Main Sponsor ufficiale Kaiyun Sports, importante piattaforma sportiva digitale asiatica.
| Casa | Trasferta | Third |

## Rosa
Rosa e numerazione sono aggiornati al 24 febbraio 2024.
| N. |                           | Ruolo | Calciatore            |
| -- | ------------------------- | ----- | --------------------- |
| 1  | Stati Uniti (bandiera)    | P     | Matt Turner           |
| 2  | Francia (bandiera)        | D     | Giulian Biancone      |
| 3  | Portogallo (bandiera)     | D     | Nuno Tavares          |
| 4  | Inghilterra (bandiera)    | D     | Joe Worrall           |
| 5  | Belgio (bandiera)         | C     | Orel Mangala          |
| 6  | Costa d'Avorio (bandiera) | C     | Ibrahim Sangaré       |
| 7  | Galles (bandiera)         | D     | Neco Williams         |
| 8  | Senegal (bandiera)        | C     | Cheikhou Kouyaté      |
| 9  | Nigeria (bandiera)        | A     | Taiwo Awoniyi         |
| 10 | Inghilterra (bandiera)    | C     | Morgan Gibbs-White    |
| 11 | Nuova Zelanda (bandiera)  | A     | Chris Wood            |
| 12 | Brasile (bandiera)        | C     | Andrey Santos         |
| 13 | Galles (bandiera)         | P     | Wayne Hennessey       |
| 14 | Brasile (bandiera)        | C     | Gustavo Scarpa        |
| 14 | Ghana (bandiera)          | A     | Callum Hudson-Odoi    |
| 15 | Inghilterra (bandiera)    | D     | Harry Toffolo         |
| 16 | Argentina (bandiera)      | C     | Nicolás Domínguez     |
| 17 | Inghilterra (bandiera)    | A     | Alex Mighten          |
| 18 | Brasile (bandiera)        | D     | Felipe                |
| 19 | Francia (bandiera)        | D     | Moussa Niakhaté       |
| 20 | Galles (bandiera)         | C     | Brennan Johnson       |
| 20 | Stati Uniti (bandiera)    | C     | Giovanni Reyna        |
| 21 | Svezia (bandiera)         | A     | Anthony Elanga        |
| 22 | Inghilterra (bandiera)    | C     | Ryan Yates (capitano) |
| 23 | Svizzera (bandiera)       | C     | Remo Freuler          |
| 23 | Grecia (bandiera)         | P     | Odysseas Vlachodīmos  |
| 24 | Costa d'Avorio (bandiera) | D     | Serge Aurier          |

| N. |                           | Ruolo | Calciatore         |
| -- | ------------------------- | ----- | ------------------ |
| 25 | Nigeria (bandiera)        | A     | Emmanuel Dennis    |
| 26 | Scozia (bandiera)         | D     | Scott McKenna      |
| 26 | Belgio (bandiera)         | P     | Matz Sels          |
| 27 | Inghilterra (bandiera)    | D     | Omar Richards      |
| 27 | Belgio (bandiera)         | A     | Divock Origi       |
| 28 | Brasile (bandiera)        | C     | Danilo             |
| 29 | Argentina (bandiera)      | D     | Gonzalo Montiel    |
| 30 | Costa d'Avorio (bandiera) | D     | Willy Boly         |
| 31 | Inghilterra (bandiera)    | C     | Jonjo Shelvey      |
| 32 | Inghilterra (bandiera)    | C     | Lewis O'Brien      |
| 32 | Irlanda (bandiera)        | D     | Andrew Omobamidele |
| 34 | Stati Uniti (bandiera)    | P     | Ethan Horvath      |
| 35 | Corea del Sud (bandiera)  | A     | Hwang Ui-jo        |
| 36 | Francia (bandiera)        | D     | Loïc Mbe Soh       |
| 37 | Portogallo (bandiera)     | A     | Rodrigo Ribeiro    |
| 38 | Inghilterra (bandiera)    | P     | George Shelvey     |
| 39 | Inghilterra (bandiera)    | D     | Jonathan Panzo     |
| 40 | Brasile (bandiera)        | D     | Murillo            |
| 41 | Costa Rica (bandiera)     | C     | Brandon Aguilera   |
| 42 | Tunisia (bandiera)        | D     | Mohamed Dräger     |
| 43 | Nigeria (bandiera)        | D     | Ola Aina           |
| 44 | Inghilterra (bandiera)    | C     | Tyrese Fornah      |
| 49 | Inghilterra (bandiera)    | A     | Detlef Esapa Osong |
| 52 | Inghilterra (bandiera)    | C     | Jamie McDonnell    |
| 53 | Inghilterra (bandiera)    | A     | Joe Gardner        |
| 56 | Inghilterra (bandiera)    | D     | Zach Abbott        |
|    | Irlanda (bandiera)        | D     | Harry Arter        |

## Calciomercato

### Sessione estiva(dal 14/6 all'1/9)
| Acquisti         | Acquisti             | Acquisti          | Acquisti                 |
| R.               | Nome                 | a                 | Modalità                 |
| ---------------- | -------------------- | ----------------- | ------------------------ |
| P                | Ethan Horvath        | Luton Town        | fine prestito            |
| P                | Matt Turner          | Arsenal           | definitivo (8,2 mln €)   |
| P                | Odysseas Vlachodīmos | Benfica           | definitivo (10,5 mln €)  |
| D                | Mohamed Dräger       | Lucerna           | fine prestito            |
| D                | Richie Laryea        | Toronto FC        | fine prestito            |
| D                | Loïc Mbe Soh         | Guingamp          | fine prestito            |
| D                | Gonzalo Montiel      | Siviglia          | prestito                 |
| D                | Murillo              | Corinthians       | definitivo (15 mln €)    |
| D                | Ola Aina             | Torino            | svincolato               |
| D                | Andrew Omobamidele   | Norwich City      | definitivo (13 mln €)    |
| D                | Jonathan Panzo       | Coventry City     | fine prestito            |
| D                | Nuno Tavares         | Arsenal           | prestito                 |
| C                | Brandon Aguilera     | Estoril Praia     | fine prestito            |
| C                | Nicolás Domínguez    | Bologna           | definitivo               |
| C                | Lewis O'Brien        | D.C. United       | fine prestito            |
| C                | Braian Ojeda         | Real Salt Lake    | fine prestito            |
| C                | Ibrahim Sangaré      | PSV               | definitivo (30 mln €)    |
| C                | Andrey Santos        | Chelsea           | prestito                 |
| A                | Anthony Elanga       | Manchester Utd    | definitivo (17,5 mln €)  |
| A                | Josh Bowler          | Blackpool         | fine prestito            |
| A                | Callum Hudson-Odoi   | Chelsea           | definitivo               |
| A                | Divock Origi         | Milan             | prestito                 |
| A                | Dale Taylor          | Burton Albion     | fine prestito            |
| A                | Hwang Ui-jo          | Seoul             | fine prestito            |
| A                | Chris Wood           | Newcastle Utd     | riscattato (17,55 mln €) |
| Altre operazioni |                      |                   |                          |
| R.               | Nome                 | a                 | Modalità                 |
| P                | Will Brook           | Leeds Utd         | definitivo               |
| P                | Harry Griffiths      | AFC Wimbledon     | definitivo               |
| P                | Adnan Kanurić        | Oxford City       | fine prestito            |
| P                | Jordan Smith         | Huddersfield Town | fine prestito            |
| D                | Fin Back             | Carlisle Utd      | fine prestito            |
| D                | Aaron Donnelly       | Port Vale         | fine prestito            |
| C                | Alfie Bradshaw       | Bradford City     | definitivo               |
| C                | Billy Fewster        | Scunthorpe Utd    | fine prestito            |
| C                | Tyrese Fornah        | Reading           | fine prestito            |
| A                | Ateef Konaté         | Oxford Utd        | fine prestito            |
| A                | Manni Norkett        | Manchester Utd    | definitivo               |
| A                | Lewis Salmon         | Telford Utd       | fine prestito            |

| Cessioni         | Cessioni            | Cessioni            | Cessioni               |
| R.               | Nome                | a                   | Modalità               |
| ---------------- | ------------------- | ------------------- | ---------------------- |
| P                | Dean Henderson      | Manchester Utd      | fine prestito          |
| P                | Keylor Navas        | Paris Saint-Germain | fine prestito          |
| D                | Steve Cook          | QPR                 | definitivo             |
| D                | Mohamed Dräger      | Basilea             | definitivo             |
| D                | Richie Laryea       | Vancouver Whitecaps | prestito               |
| D                | Renan Lodi          | Atlético Madrid     | fine prestito          |
| D                | Loïc Mbe Soh        | Almere City         | prestito               |
| D                | Jonathan Panzo      | Cardiff City        | prestito               |
| D                | Omar Richards       | Olympiacos          | prestito               |
| C                | Jack Colback        |                     | fine contratto         |
| C                | Remo Freuler        | Bologna             | definitivo             |
| C                | Brennan Johnson     | Tottenham           | definitivo (55 mln €)  |
| C                | Jesse Lingard       |                     | fine contratto         |
| C                | Lewis O'Brien       | Middlesbrough       | prestito               |
| C                | Braian Ojeda        | Real Salt Lake      | definitivo (3,6 mln €) |
| C                | Gustavo Scarpa      | Olympiacos          | prestito               |
| A                | André Ayew          |                     | fine contratto         |
| A                | Josh Bowler         | Cardiff City        | prestito               |
| A                | Hwang Ui-jo         | Norwich City        | prestito               |
| A                | Sam Surridge        | Nashville           | definitivo (6 mln €)   |
| A                | Dale Taylor         | Wycombe             | prestito               |
| A                | Lyle Taylor         |                     | fine contratto         |
| Altre operazioni |                     |                     |                        |
| R.               | Nome                | a                   | Modalità               |
| P                | Ryan Hammond        |                     | fine contratto         |
| P                | Nicky Hogarth       | Falkirk             | fine contratto         |
| P                | Adnan Kanurić       | Palermo             | fine contratto         |
| P                | Jordan Smith        |                     | fine contratto         |
| D                | Fin Back            | Carlisle Utd        | prestito               |
| D                | Aaron Donnelly      | Dundee              | prestito               |
| D                | Alex Gibson-Hammond |                     | fine contratto         |
| D                | Riley Harbottle     | Hibernian           | definitivo             |
| C                | Billy Fewster       |                     | fine contratto         |
| C                | Tyrese Fornah       | Derby County        | definitivo             |
| C                | Oliver Hammond      | Cheltenham Town     | prestito               |
| A                | Lewis Salmon        |                     | fine contratto         |
| A                | Will Swan           | Mansfield Town      | riscattato             |

### Operazioni esterne(dal 2/9 al 31/12)
| Acquisti         | Acquisti         | Acquisti            | Acquisti         |
| R.               | Nome             | a                   | Modalità         |
| Altre operazioni | Altre operazioni | Altre operazioni    | Altre operazioni |
| R.               | Nome             | a                   | Modalità         |
| ---------------- | ---------------- | ------------------- | ---------------- |
| C                | Cormac Daly      | Hamilton Academical | definitivo       |

| Cessioni | Cessioni         | Cessioni            | Cessioni   |
| R.       | Nome             | a                   | Modalità   |
| -------- | ---------------- | ------------------- | ---------- |
| D        | Giulian Biancone | Olympiacos          | definitivo |
| C        | Jonjo Shelvey    | Çaykur Rizespor     | prestito   |
| A        | Emmanuel Dennis  | İstanbul Başakşehir | prestito   |
| A        | Alex Mighten     | Kortrijk            | prestito   |

### Sessione invernale(dall'1/1 al 31/1)
| Acquisti         | Acquisti        | Acquisti            | Acquisti                     |
| R.               | Nome            | a                   | Modalità                     |
| ---------------- | --------------- | ------------------- | ---------------------------- |
| P                | Matz Sels       | Strasburgo          | definitivo                   |
| D                | Richie Laryea   | Vancouver Whitecaps | fine prestito                |
| D                | Jonathan Panzo  | Cardiff City        | risoluzione prestito         |
| C                | Giovanni Reyna  | Borussia Dortmund   | prestito oneroso (1,0 mln €) |
| C                | Gustavo Scarpa  | Olympiacos          | risoluzione prestito         |
| A                | Emmanuel Dennis | İstanbul Başakşehir | risoluzione prestito         |
| A                | Hwang Ui-jo     | Norwich City        | risoluzione prestito         |
| A                | Alex Mighten    | Kortrijk            | risoluzione prestito         |
| A                | Rodrigo Ribeiro | Sporting Lisbona    | prestito                     |
| Altre operazioni |                 |                     |                              |
| R.               | Nome            | a                   | Modalità                     |
| D                | Jamie Newton    | Rangers             | definitivo                   |
| C                | Oliver Hammond  | Cheltenham Town     | risoluzione prestito         |

| Cessioni         | Cessioni         | Cessioni         | Cessioni             |
| R.               | Nome             | a                | Modalità             |
| ---------------- | ---------------- | ---------------- | -------------------- |
| P                | Ethan Horvath    | Cardiff City     | definitivo           |
| D                | Scott McKenna    | Copenaghen       | prestito             |
| D                | Jonathan Panzo   | Standard Liegi   | prestito             |
| C                | Brandon Aguilera | Bristol Rovers   | prestito             |
| C                | Orel Mangala     | Olympique Lione  | prestito             |
| C                | Andrey Santos    | Chelsea          | risoluzione prestito |
| C                | Gustavo Scarpa   | Atlético Mineiro | definitivo           |
| A                | Emmanuel Dennis  | Watford          | prestito             |
| A                | Alex Mighten     | Port Vale        | prestito             |
| Altre operazioni |                  |                  |                      |
| R.               | Nome             | a                | Modalità             |
| D                | James Clarridge  | Watford          | definitivo           |
| D                | Pharrell Johnson | Swindon Town     | definitivo           |
| C                | Oliver Hammond   | Oldham Athletic  | definitivo           |
| A                | Julian Larsson   | Morecambe        | prestito             |

### Operazioni esterne(dall'1/2 al 30/6)
| Acquisti         | Acquisti         | Acquisti         | Acquisti         |
| R.               | Nome             | a                | Modalità         |
| Altre operazioni | Altre operazioni | Altre operazioni | Altre operazioni |
| R.               | Nome             | a                | Modalità         |
| ---------------- | ---------------- | ---------------- | ---------------- |
| C                | Adam Berry       | Manchester Utd   | svincolato       |

| Cessioni         | Cessioni       | Cessioni    | Cessioni                         |
| R.               | Nome           | a           | Modalità                         |
| ---------------- | -------------- | ----------- | -------------------------------- |
| D                | Serge Aurier   | Galatasaray | definitivo (100.000 €)           |
| D                | Richie Laryea  | Toronto FC  | definitivo                       |
| C                | Joe Worrall    | Beşiktaş    | prestito con diritto di riscatto |
| A                | Hwang Ui-jo    | Alanyaspor  | prestito                         |
| Altre operazioni |                |             |                                  |
| R.               | Nome           | a           | Modalità                         |
| P                | George Shelvey | Dundalk     | definitivo                       |

## Risultati

### Premier League

#### Girone di andata
| Arbitro: | Oliver (Northumberland) |

|                      |           |             |
| Nketiah 26’ Saka 32’ | Marcatori | 82’ Awoniyi |

| Arbitro: | Bankes (Merseyside) |

|                     |           |           |
| Awoniyi 3’ Wood 89’ | Marcatori | 48’ Hamer |

| Arbitro: | Attwell (Warwickshire) |

|                                               |           |                    |
| Eriksen 17’ Casemiro 52’ Fernandes 76’ (rig.) | Marcatori | 2’ Awoniyi 4’ Boly |

| Arbitro: | Robinson (West Sussex) |

|  |           |            |
|  | Marcatori | 48’ Elanga |

| Arbitro: | Jones (Merseyside) |

|                 |           |             |
| Hudson-Odoi 61’ | Marcatori | 41’ Amdouni |

| Arbitro: | Taylor (Cheshire) |

|                      |           |  |
| Foden 7’ Haaland 14’ | Marcatori |  |

| Arbitro: | Tierney (Lancashire) |

|                  |           |              |
| N. Domínguez 65’ | Marcatori | 58’ Nørgaard |

| Croydon 7 ottobre 2023, ore 17:30 WEST 8ª giornata | Crystal Palace           | 0 – 0 referto | Nottingham Forest | Selhurst Park (25 017 spett.)\| Arbitro: \| Pawson (South Yorkshire) \| |
| Arbitro:                                           | Pawson (South Yorkshire) |               |                   |                                                                         |

| Arbitro: | Barrott (Yorkshire) |

|               |           |                          |
| Wood 48’, 76’ | Marcatori | 83’ Ogbene 90+2’ Adebayo |

| Arbitro: | Kavanagh (Lancashire) |

|                                    |           |  |
| Diogo Jota 31’ Núñez 35’ Salah 77’ | Marcatori |  |

| Arbitro: | Gillett |

|                     |           |  |
| Aina 5’ Mangala 47’ | Marcatori |  |

| Arbitro: | Salisbury (Lancashire) |

|                                 |           |                        |
| Paquetá 3’ Bowen 65’ Souček 88’ | Marcatori | 44’ Awoniyi 63’ Elanga |

| Arbitro: | Taylor (Cheshire) |

|                                  |           |                                           |
| Elanga 3’ Gibbs-White 76’ (rig.) | Marcatori | 26’ Ferguson 45+4’, 58’ (rig.) João Pedro |

| Arbitro: | Tierney (Lancashire) |

|  |           |            |
|  | Marcatori | 67’ McNeil |

| Arbitro: | Smith (Peterborough) |

|                                                |           |  |
| Iwobi 30’, 73’ R. Jiménez 34’, 54’ Cairney 86’ | Marcatori |  |

| Arbitro: | Barrott (Yorkshire) |

|           |           |             |
| Cunha 32’ | Marcatori | 14’ Toffolo |

| Arbitro: | Gillett |

|  |           |                                  |
|  | Marcatori | 45+2’ Richarlison 65’ Kulusevski |

| Arbitro: | Jones (Merseyside) |

|                     |           |                         |
| Elanga 47’ Wood 74’ | Marcatori | 51’, 58’, 90+4’ Solanke |

| Arbitro: | Kavanagh (Lancashire) |

|                 |           |                      |
| Isak 23’ (rig.) | Marcatori | 45+1’, 53’, 60’ Wood |

#### Girone di ritorno
| Arbitro: | Robinson (West Sussex) |

|                               |           |              |
| Domínguez 64’ Gibbs-White 82’ | Marcatori | 78’ Rashford |

| Arbitro: | England (Domcastet) |

|                              |           |                    |
| Toney 19’ Mee 58’ Maupay 68’ | Marcatori | 3’ Danilo 65’ Wood |

| Arbitro: | Hooper (Wiltshire) |

|             |           |                            |
| Awoniyi 89’ | Marcatori | 65’ Gabriel Jesus 72’ Saka |

| Arbitro: | Welch (Tyne and Wear) |

|                |           |                 |
| J. Kluivert 5’ | Marcatori | 45’ Hudson-Odoi |

| Arbitro: | Taylor (Cheshire) |

|                              |           |                              |
| Elanga 26’ Hudson-Odoi 45+6’ | Marcatori | 10’, 66’ Guimarães 43’ Schär |

| Arbitro: | Bramall (South Yorkshire) |

|                                 |           |  |
| Awoniyi 45+5’ Hudson-Odoi 90+4’ | Marcatori |  |

| Arbitro: | Barrott (Yorkshire) |

|                                             |           |                                |
| Watkins 4’ Douglas Luiz 29’, 39’ Bailey 61’ | Marcatori | 45+5’ Niakhaté 48’ Gibbs-White |

| Arbitro: | Tierney (Lancashire) |

|  |           |             |
|  | Marcatori | 90+9’ Núñez |

| Arbitro: | Salisbury (Lancashire) |

|                        |           |  |
| Omobamidele 29’ (aut.) | Marcatori |  |

| Arbitro: | England (Domcastet) |

|           |           |          |
| Berry 89’ | Marcatori | 34’ Wood |

| Arbitro: | Kavanagh (Lancashire) |

|          |           |            |
| Wood 61’ | Marcatori | 11’ Mateta |

| Arbitro: | Oliver (Northumberland) |

|                                           |           |                |
| Hudson-Odoi 9’ Wood 19’ Gibbs-White 45+3’ | Marcatori | 49’ Adarabioyo |

| Arbitro: | Hooper (Wiltshire) |

|                                             |           |          |
| Murillo 15’ (aut.) Van De Ven 52’ Porro 58’ | Marcatori | 27’ Wood |

| Arbitro: | Pawson (South Yorkshire) |

|                              |           |                |
| Gibbs-White 45+1’ Danilo 57’ | Marcatori | 40’, 62’ Cunha |

| Arbitro: | Taylor (Cheshire) |

|                         |           |  |
| I. Gueye 29’ McNeil 76’ | Marcatori |  |

| Arbitro: | Hooper (Wiltshire) |

|  |           |                          |
|  | Marcatori | 32’ Gvardiol 71’ Haaland |

| Arbitro: | Kavanagh (Lancashire) |

|                          |           |                                |
| Brereton Díaz 17’ (rig.) | Marcatori | 27’, 65’ Hudson-Odoi 51’ Yates |

| Arbitro: | Harrington (Cleveland) |

|                          |           |                                    |
| Boly 16’ Hudson-Odoi 74’ | Marcatori | 8’ Mudryk 80’ Sterling 82’ Jackson |

| Arbitro: | Scott (Oxfordshire) |

|            |           |              |
| Cullen 72’ | Marcatori | 2’, 14’ Wood |

### FA Cup

#### Turni eliminatori
| Arbitro: | Gillett |

|                                  |           |                        |
| N. Domínguez 39’ Gibbs-White 56’ | Marcatori | 25’ Gabriel 27’ Morgan |

| Arbitro: | Bond (Lancashire) |

|                       |           |                                      |
| Morgan 61’ Joseph 78’ | Marcatori | 16’ Omobamidele 46’ Danilo 110’ Wood |

| Bristol 26 gennaio 2024, ore 19:45 WET Quarto turno | Bristol City           | 0 – 0 referto | Nottingham Forest | Ashton Gate Stadium (25 787 spett.)\| Arbitro: \| Attwell (Warwickshire) \| |
| Arbitro:                                            | Attwell (Warwickshire) |               |                   |                                                                             |

| Arbitro: | Salisbury (Lancashire) |

|                                                   |                      |                            |
| Origi 8’                                          | Marcatori            | 14’ Knight                 |
| Gibbs-White Hudson-Odoi Williams Niakhaté Awoniyi | Tiri di rigore 5 – 3 | Cornick Bell Wells Mehmeti |

| Arbitro: | Kavanagh (Lancashire) |

|  |           |              |
|  | Marcatori | 89’ Casemiro |

### EFL Cup

#### Turni eliminatori
| Arbitro: | Madley (West Yorkshire) |

|  |           |             |
|  | Marcatori | 90’ Amdouni |

## Statistiche finali

### Statistiche di squadra
Aggiornate al 19 maggio 2024.
| Competizione   | Punti         | In casa | In casa | In casa | In casa | In casa | In casa | In trasferta | In trasferta | In trasferta | In trasferta | In trasferta | In trasferta | Totale | Totale | Totale | Totale | Totale | Totale | DR  |
| Competizione   | Punti         | G       | V       | N       | P       | Gf      | Gs      | G            | V            | N            | P            | Gf           | Gs           | G      | V      | N      | P      | Gf     | Gs     | DR  |
| -------------- | ------------- | ------- | ------- | ------- | ------- | ------- | ------- | ------------ | ------------ | ------------ | ------------ | ------------ | ------------ | ------ | ------ | ------ | ------ | ------ | ------ | --- |
| Premier League | 32 (-4)       | 19      | 5       | 5       | 9       | 27      | 30      | 19           | 4            | 4            | 11           | 22           | 37           | 38     | 9      | 9      | 20     | 49     | 67     | -18 |
| FA Cup         | -             | 3       | 0       | 2       | 1       | 3       | 4       | 2            | 1            | 1            | 0            | 3            | 2            | 5      | 1      | 3      | 1      | 6      | 6      | 0   |
| EFL Cup        | Secondo turno | 1       | 0       | 0       | 1       | 0       | 1       | 0            | 0            | 0            | 0            | 0            | 0            | 1      | 0      | 0      | 1      | 0      | 1      | -1  |
| Totale         | -             | 21      | 5       | 6       | 10      | 29      | 32      | 22           | 5            | 5            | 14           | 24           | 41           | 43     | 10     | 11     | 22     | 54     | 73     | -19 |

### Andamento in campionato
| Giornata  | 1  | 2  | 3  | 4 | 5 | 6  | 7  | 8  | 9  | 10 | 11 | 12 | 13 | 14 | 15 | 16 | 17 | 18 | 19 | 20 | 21 | 22 | 23 | 24 | 25 | 26 | 27 | 28 | 29 | 30 | 31 | 32 | 33 | 34 | 35 | 36 | 37 | 38 |
| --------- | -- | -- | -- | - | - | -- | -- | -- | -- | -- | -- | -- | -- | -- | -- | -- | -- | -- | -- | -- | -- | -- | -- | -- | -- | -- | -- | -- | -- | -- | -- | -- | -- | -- | -- | -- | -- | -- |
| Luogo     | T  | C  | T  | T | C | T  | C  | T  | C  | T  | C  | T  | C  | C  | T  | T  | C  | C  | T  | C  | T  | C  | T  | C  | C  | T  | C  | T  | T  | C  | C  | T  | C  | T  | C  | T  | C  | T  |
| Risultato | P  | V  | P  | V | N | P  | N  | N  | N  | P  | V  | P  | P  | P  | P  | N  | P  | P  | V  | V  | P  | P  | N  | P  | V  | P  | P  | P  | N  | N  | V  | P  | N  | P  | P  | V  | P  | V  |
| Posizione | 14 | 10 | 14 | 9 | 8 | 12 | 12 | 14 | 15 | 16 | 13 | 14 | 15 | 15 | 16 | 16 | 17 | 17 | 16 | 15 | 17 | 17 | 17 | 17 | 17 | 17 | 17 | 17 | 17 | 17 | 17 | 17 | 17 | 17 | 17 | 17 | 17 | 17 |

Fonte: (EN) Tables, in Premier League.
Legenda:

Luogo: C = Casa; T = Trasferta. Risultato: V = Vittoria; N = Pareggio; P = Sconfitta.

### Statistiche dei giocatori
Aggiornate al 30 giugno 2024.
| Giocatore      | Premier League | Premier League | Premier League | Premier League | FA Cup   | FA Cup | FA Cup      | FA Cup     | EFL Cup  | EFL Cup | EFL Cup     | EFL Cup    | Totale   | Totale | Totale      | Totale     |
| Giocatore      | Presenze       | Reti           | Ammonizioni    | Espulsioni     | Presenze | Reti   | Ammonizioni | Espulsioni | Presenze | Reti    | Ammonizioni | Espulsioni | Presenze | Reti   | Ammonizioni | Espulsioni |
| -------------- | -------------- | -------------- | -------------- | -------------- | -------- | ------ | ----------- | ---------- | -------- | ------- | ----------- | ---------- | -------- | ------ | ----------- | ---------- |
| Z. Abbott      | 0              | 0              | 0              | 0              | 0        | 0      | 0           | 0          | 0        | 0       | 0           | 0          | 0        | 0      | 0           | 0          |
| B. Aguilera    | 1              | 0              | 0              | 0              | 1        | 0      | 0           | 0          | 1        | 0       | 0           | 0          | 3        | 0      | 0           | 0          |
| O. Aina        | 22             | 1              | 3              | 0              | 0        | 0      | 0           | 0          | 0        | 0       | 0           | 0          | 22       | 1      | 3           | 0          |
| H. Arter       | -              | -              | -              | -              | -        | -      | -           | -          | -        | -       | -           | -          | -        | -      | -           | -          |
| S. Aurier      | 12             | 0              | 2              | 0              | 0        | 0      | 0           | 0          | 1        | 0       | 1           | 0          | 13       | 0      | 3           | 0          |
| T. Awoniyi     | 20             | 6              | 2              | 0              | 2        | 0      | 0           | 0          | 1        | 0       | 0           | 0          | 23       | 6      | 2           | 0          |
| G. Biancone    | -              | -              | -              | -              | -        | -      | -           | -          | -        | -       | -           | -          | -        | -      | -           | -          |
| W. Boly        | 20             | 2              | 1              | 1              | 0        | 0      | 0           | 0          | 1        | 0       | 0           | 0          | 21       | 2      | 1           | 1          |
| Danilo         | 29             | 2              | 4              | 0              | 5        | 1      | 1           | 0          | 0        | 0       | 0           | 0          | 34       | 3      | 5           | 0          |
| E. Dennis      | -              | -              | -              | -              | -        | -      | -           | -          | 0        | 0       | 0           | 0          | 0        | 0      | 0           | 0          |
| N. Domínguez   | 26             | 2              | 4              | 0              | 3        | 1      | 2           | 0          | 0        | 0       | 0           | 0          | 29       | 3      | 6           | 0          |
| M. Dräger      | 0              | 0              | 0              | 0              | -        | -      | -           | -          | 0        | 0       | 0           | 0          | 0        | 0      | 0           | 0          |
| A. Elanga      | 36             | 5              | 1              | 0              | 2        | 0      | 0           | 0          | 1        | 0       | 0           | 0          | 39       | 5      | 1           | 0          |
| Felipe         | 7              | 0              | 4              | 0              | 2        | 0      | 0           | 0          | -        | -       | -           | -          | 9        | 0      | 4           | 0          |
| T. Fornah      | 0              | 0              | 0              | 0              | 0        | 0      | 0           | 0          | 0        | 0       | 0           | 0          | 0        | 0      | 0           | 0          |
| R. Freuler     | 0              | 0              | 0              | 0              | -        | -      | -           | -          | 0        | 0       | 0           | 0          | 0        | 0      | 0           | 0          |
| J. Gardner     | 0              | 0              | 0              | 0              | 1        | 0      | 0           | 0          | 0        | 0       | 0           | 0          | 1        | 0      | 0           | 0          |
| M. Gibbs-White | 37             | 5              | 9              | 0              | 4        | 1      | 0           | 0          | 1        | 0       | 0           | 0          | 42       | 6      | 9           | 0          |
| W. Hennessey   | 0              | 0              | 0              | 0              | 0        | 0      | 0           | 0          | 0        | 0       | 0           | 0          | 0        | 0      | 0           | 0          |
| E. Horvath     | 0              | 0              | 0              | 0              | -        | -      | -           | -          | 0        | 0       | 0           | 0          | 0        | 0      | 0           | 0          |
| C. Hudson-Odoi | 29             | 8              | 0              | 0              | 5        | 0      | 0           | 0          | 0        | 0       | 0           | 0          | 34       | 8      | 0           | 0          |
| U. Hwang       | 0              | 0              | 0              | 0              | -        | -      | -           | -          | 0        | 0       | 0           | 0          | 0        | 0      | 0           | 0          |
| B. Johnson     | 3              | 0              | 0              | 0              | 0        | 0      | 0           | 0          | 1        | 0       | 1           | 0          | 4        | 0      | 1           | 0          |
| C. Kouyaté     | 12             | 0              | 2              | 0              | 1        | 0      | 0           | 0          | 1        | 0       | 1           | 0          | 14       | 0      | 3           | 0          |
| O. Mangala     | 20             | 1              | 6              | 0              | 2        | 0      | 0           | 0          | 0        | 0       | 0           | 0          | 22       | 1      | 6           | 0          |
| L. Mbe Soh     | 0              | 0              | 0              | 0              | -        | -      | -           | -          | 0        | 0       | 0           | 0          | 0        | 0      | 0           | 0          |
| J. McDonnell   | 0              | 0              | 0              | 0              | 0        | 0      | 0           | 0          | 0        | 0       | 0           | 0          | 0        | 0      | 0           | 0          |
| S. McKenna     | 5              | 0              | 0              | 0              | 1        | 0      | 0           | 0          | 0        | 0       | 0           | 0          | 6        | 0      | 0           | 0          |
| A. Mighten     | 0              | 0              | 0              | 0              | -        | -      | -           | -          | 0        | 0       | 0           | 0          | 0        | 0      | 0           | 0          |
| G. Montiel     | 14             | 0              | 6              | 0              | 4        | 0      | 1           | 0          | 1        | 0       | 0           | 0          | 19       | 0      | 7           | 0          |
| Murillo        | 32             | 0              | 6              | 0              | 4        | 0      | 1           | 0          | 0        | 0       | 0           | 0          | 36       | 0      | 7           | 0          |
| M. Niakhaté    | 21             | 1              | 3              | 1              | 1        | 0      | 0           | 0          | 1        | 0       | 0           | 0          | 23       | 1      | 3           | 1          |
| Lewis O'Brien  | 0              | 0              | 0              | 0              | -        | -      | -           | -          | 0        | 0       | 0           | 0          | 0        | 0      | 0           | 0          |
| A. Omobamidele | 11             | 0              | 2              | 0              | 3        | 1      | 0           | 0          | 0        | 0       | 0           | 0          | 14       | 1      | 2           | 0          |
| D. Origi       | 20             | 0              | 1              | 0              | 2        | 1      | 0           | 0          | 0        | 0       | 0           | 0          | 22       | 1      | 1           | 0          |
| D. Osong       | 0              | 0              | 0              | 0              | 0        | 0      | 0           | 0          | 0        | 0       | 0           | 0          | 0        | 0      | 0           | 0          |
| J. Panzo       | 0              | 0              | 0              | 0              | 0        | 0      | 0           | 0          | 0        | 0       | 0           | 0          | 0        | 0      | 0           | 0          |
| G. Reyna       | 9              | 0              | 0              | 0              | 1        | 0      | 0           | 0          | 0        | 0       | 0           | 0          | 10       | 0      | 0           | 0          |
| R. Ribeiro     | 4              | 0              | 0              | 0              | 1        | 0      | 0           | 0          | 0        | 0       | 0           | 0          | 5        | 0      | 0           | 0          |
| O. Richards    | 0              | 0              | 0              | 0              | -        | -      | -           | -          | 0        | 0       | 0           | 0          | 0        | 0      | 0           | 0          |
| I. Sangaré     | 17             | 0              | 6              | 0              | 0        | 0      | 0           | 0          | 0        | 0       | 0           | 0          | 17       | 0      | 6           | 0          |
| G. Scarpa      | 0              | 0              | 0              | 0              | 0        | 0      | 0           | 0          | 0        | 0       | 0           | 0          | 0        | 0      | 0           | 0          |
| A. Santos      | 1              | 0              | 0              | 0              | 0        | 0      | 0           | 0          | 1        | 0       | 0           | 0          | 2        | 0      | 0           | 0          |
| M. Sels        | 16             | -27            | 1              | 0              | 0        | 0      | 0           | 0          | 0        | 0       | 0           | 0          | 16       | -27    | 1           | 0          |
| G. Shelvey     | 0              | 0              | 0              | 0              | -        | -      | -           | -          | 0        | 0       | 0           | 0          | 0        | 0      | 0           | 0          |
| J. Shelvey     | 0              | 0              | 0              | 0              | -        | -      | -           | -          | 0        | 0       | 0           | 0          | 0        | 0      | 0           | 0          |
| N. Tavares     | 8              | 0              | 2              | 0              | 4        | 0      | 1           | 0          | 0        | 0       | 0           | 0          | 12       | 0      | 3           | 0          |
| H. Toffolo     | 23             | 1              | 3              | 0              | 5        | 0      | 0           | 0          | 1        | 0       | 0           | 0          | 29       | 1      | 3           | 0          |
| M. Turner      | 17             | -28            | 2              | 0              | 3        | -2     | 0           | 0          | 1        | -1      | 0           | 0          | 21       | -31    | 2           | 0          |
| O. Vlachodīmos | 5              | -12            | 0              | 0              | 2        | -4     | 0           | 0          | 0        | 0       | 0           | 0          | 7        | -16    | 0           | 0          |

1. ↑  I giocatori i cui nomi sono in corsivo, sono stati ceduti ad altri club durante la stagione.